# Lina Magull
Lina Maria Magull (født 15. august 1994) er en tysk fodboldspiller, der spiller for FC Bayern München og Tysklands kvindefodboldlandshold. Hun spillede for VfL Wolfsburg fra 2012 til 2015 og vandt både Bundesligaen og UEFA Women's Champions League to gange med holdet.

## Meritter

### Klub
- UEFA Women's Champions League:
  - Vinder: 2012-13, 2013-14
- Bundesliga:
  - Vinder: 2012–13, 2013–14
- DFB-Pokal:
  - Vinder: 2012–13, 2014–15

### Landshold
- FIFA U-20 Women's World Cup:
  - Vinder: 2014
  - Toer: 2012

### Individual
- Fritz Walter Medal:
  - Sølv: 2012